# ウィリアム・フラワー (初代キャッスル・ダロー男爵)
初代キャッスル・ダロー男爵ウィリアム・フラワー（英語: William Flower, 1st Baron Castle Durrow PC (Ire)、1686年3月11日洗礼 – 1746年4月29日）は、アイルランド王国の政治家、貴族。

## 生涯
トマス・フラワー（Thomas Flower）とメアリー・テンプル（Mary Temple、アイルランド庶民院議長サー・ジョン・テンプルの娘）の息子として生まれ、1686年3月11日に洗礼を受けた。1701年7月21日、オックスフォード大学クライスト・チャーチに入学した。
1717年までにイーディス・コールフィールド（Edith Caulfield、トビー・コールフィールドの娘）と結婚した。
- 男子 - 早世[1]
- ヘンリー（1720年 – 1752年） - 第2代キャッスル・ダロー男爵、初代アシュブルック子爵
- レベッカ（1789年3月3日没） - 1741年7月6日、ジェームズ・アガー（James Agar、1713年9月7日 – 1769年8月3日、ジェームズ・アガーの息子）と結婚、子供あり[4]

1715年にキルケニー・カウンティ選挙区とトマスタウン選挙区の両方で当選し、前者の代表としてアイルランド庶民院議員を務めた。1727年にポーターリントン選挙区に鞍替えして議員に続投、1733年まで務めた。1733年10月27日、アイルランド貴族であるキルケニー県におけるキャッスル・ダロー男爵に叙された。
1731年にキルケニー県長官を務め、1735年11月15日にアイルランド枢密院の枢密顧問官に任命された。
1746年4月29日に死去、フィングラス（Finglass）にある家族納骨所で埋葬された。息子ヘンリーが爵位を継承した。

## 人物
1736年2月、ジョナサン・スウィフトは初代キャッスル・ダロー男爵を「センスが良く、ウィットに富む人物」と評した。